# Erlangea
 Erlangea   Sch.Bip., 1853 è un genere di piante angiosperme dicotiledoni della famiglia delle Asteraceae.

## Etimologia
Il nome scientifico del genere è stato definito per la prima volta dal botanico Carl Heinrich Schultz (1805-1867) nella pubblicazione " Flora; oder, (allgemeine) botanische Zeitung. Regensburg, Jena" ( Flora 36: 34) del 1853.

## Descrizione
Le specie di questo genere sono delle piccole erbacee con cicli biologici annuali o perenni. Spesso sulla superficie di queste piante sono presenti peli semplici o multicellulari.
Le foglie sono disposte in modo alterno e sono sessili. La lamina in genere è intera con forme lanceolate più o meno strette; la consistenza può essere membranacea. Le venature normalmente sono pennate. I margini sono continui o seghettati. La superficie può essere pubescente per semplici peli multicellulari con all'apice delle cellule allungate e diritte..
L'infiorescenza è formata da numerosi capolini peduncolati terminali, solitari o in ampi raggruppamenti corimbosi. La struttura dei capolini, discoide e omogama, è quella tipica delle Asteraceae: un peduncolo sorregge un involucro a forma spesso campanulata composto da 20 a 200 squame (o brattee) disposte su 3 - 7 serie embricate che fanno da protezione al ricettacolo sul quale s'inseriscono i fiori di tipo tubuloso. Le brattee dell'involucro, persistenti, a volte sono divise in esterne e interne; verso l'esterno sono progressivamente più lunghe e simili alle foglie. Il ricettacolo normalmente è sprovvisto di pagliette (ricettacolo nudo).
I fiori, da 25 a 100, sono tetra-ciclici (ossia sono presenti 4 verticilli: calice – corolla – androceo – gineceo) e pentameri (ogni verticillo ha in genere 5 elementi). I fiori sono inoltre ermafroditi e actinomorfi.
- Formula fiorale:

*/x K {\displaystyle \infty }, [C (5), A (5)], G 2 (infero), achenio
- Calice: i sepali del calice sono ridotti ad una coroncina di squame.
- Corolla: l'apice della corolla può essere pubescente (o irsuta) anche per ghiandole peduncolate. Il colore varia da blu al porpora.
- Androceo: gli stami sono 5 con filamenti liberi e distinti, mentre le antere sono saldate in un manicotto (o tubo) circondante lo stilo.[10] Le antere sono provviste di leggere code; in genere sono prive di ghiandole. Il polline è del tipo triporato (con le fessure di germinazione costituite da tre pori)[11] e con la parte più esterna dell'esina sollevata a forma di creste e depressioni ("lophato") oppure è tricolporato ma non "lophato".
- Gineceo: lo stilo è filiforme con base con larghi nodi o protuberanze. Gli stigmi dello stilo sono due lunghi e divergenti; sono sottili, pelosi e con apice acuto. L'ovario è infero uniloculare formato da 2 carpelli. Gli stigmi hanno la superficie stigmatica interna (vicino alla base).[12]

I frutti sono degli acheni con pappo. Gli acheni, prismatici, hanno 3 - 6 angoli (coste) per lo più glabri con forme oblunghe-obovoidi. Sulla superficie degli acheni sono presenti dei tricomi oppure dei tubercoli; all'interno si può trovare del tessuto di tipo idioblasto e rafidi di tipo subquadrato da corti a elongati; non è presente il tessuto fitomelanina. Il pappo è assente oppure è formato da setole barbate caduche.

## Biologia
- Impollinazione: l'impollinazione avviene tramite insetti (impollinazione entomogama tramite farfalle diurne e notturne).
- Riproduzione: la fecondazione avviene fondamentalmente tramite l'impollinazione dei fiori (vedi sopra).
- Dispersione: i semi (gli acheni) cadendo a terra sono successivamente dispersi soprattutto da insetti tipo formiche (disseminazione mirmecoria). In questo tipo di piante avviene anche un altro tipo di dispersione: zoocoria. Infatti gli uncini delle brattee dell'involucro si agganciano ai peli degli animali di passaggio disperdendo così anche su lunghe distanze i semi della pianta.

## Distribuzione e habitat
Le specie di questo gruppo si trovano principalmente in Africa centrale.

## Tassonomia
La famiglia di appartenenza di questa voce (Asteraceae o Compositae, nomen conservandum) probabilmente originaria del Sud America, è la più numerosa del mondo vegetale, comprende oltre 23 000 specie distribuite su 1 535 generi, oppure 22 750 specie e 1 530 generi secondo altre fonti (una delle checklist più aggiornata elenca fino a 1 679 generi). La famiglia attualmente (2021) è divisa in 16 sottofamiglie.

### Filogenesi
Le specie di questo gruppo appartengono alla sottotribù Erlangeinae descritta all'interno della tribù Vernonieae Cass. della sottofamiglia Vernonioideae Lindl.. Questa classificazione è stata ottenuta ultimamente con le analisi del DNA delle varie specie del gruppo. Da un punto di vista filogenetico in base alle ultime analisi sul DNA la tribù Vernonieae è risultata divisa in due grandi cladi: Muovo Mondo e Vecchio Mondo. I generi di Erlangeinae appartengono al subclade relativo all'Africa tropicale e meridionale (l'altro subclade africano comprende anche specie delle Hawaii) frammisti ai generi di altre sottotribù; si tratta quindi di un clade non ancora ben risolto filogeneticamente.
La sottotribù, e quindi i suoi generi, si distingue per i seguenti caratteri:
- le specie della sottotribù sono principalmente di origine Africana;
- nella pubescenza sono presenti peli da asimmetrici a simmetrici a forma di "T";
- alcune specie hanno delle foglie pennate divise in segmenti;
- le infiorescenze in genere non sono sottese alla base da brattee fogliacee;
- il polline varia da triporato a tricolporato;
- gli acheni possono avere da 4 a 12 coste;
- il pappo è cupoliforme.

In precedenza la tribù Vernonieae, e quindi la sottotribù di questo genere, era descritta all'interno della sottofamiglia Cichorioideae.
I caratteri distintivi per le specie di questo genere sono:
- i capolini hanno 20 - 100 fiori;
- le foglie spesso sono ampiamente sessili;
- origine delle specie è africana.

Il numero cromosomico delle specie di questo genere è: 2n = 20.

### Elenco delle specie
Questo genere ha 13 specie:
- Erlangea alternifolia S.Moore
- Erlangea calycina  S.Moore
- Erlangea centauroides  (S.Moore) S.Moore
- Erlangea chevalieri  O.Hoffm. & Muschl.
- Erlangea enigmatica  C.Jeffrey
- Erlangea linearifolia  (O.Hoffm.) S.Moore
- Erlangea misera  S.Moore
- Erlangea paleacea  Chiov.
- Erlangea plumosa  Sch.Bip.
- Erlangea remifolia  Wild & G.V.Pope
- Erlangea richardsiae  (Wech.) C.Jeffrey
- Erlangea schebellensis  S.Moore
- Erlangea smithii  S.Moore

### Sinonimi
Sono elencati alcuni sinonimi per questa entità:
- Haarera Hutch. & E.A.Bruce
- Jardinia  Sch.Bip.
- Stephanolepis  S.Moore